# Trofeul energeticianului
Trofeul energeticianului este un concurs profesional desfâșurat anual, înainte de Ziua energeticianului (20 iulie).  Prima editie a “Trofeului Energeticianului” a avut loc in anul 1979.
Structurat pe sistemul unui concurs pe meserii, Trofeul Energeticianului reuneste specialisti grupati pe sectiuni astfel:
- masinist turbine hidro
- electrician exploatare centrale si statii electrice
- lacatus de intretinere si reparatii agregate energetice
- electrician de intretinere si reparatii agregate energetice
- electrician PRAM – AMC

Realizarea subiectelor și evaluarea participanților la concurs se face în colaborare cu o echipă științifică formată din cadre didactice de la Universitatea Politehnica din București. Prezența în comisie a cadrelor universitare alături de specialiști din domeniu reprezintă  o garanție a nivelului profesional ridicat pe care îl presupune desfășurarea Trofeului și a profesionalismului evaluării cunoștințelor.
Selectia celor mai buni se face pe trei faze: faza de masa (organizata la nivelul locurilor de munca), faza pe sucursale si filiale si faza finala.
Faza finala se desfasoara, in fiecare an, in jurul datei de 20 iulie, zi ce semnifica pentru energeticienii din toata tara ziua patronului lor spiritual, Sf. Ilie.
Organizata ca un eveniment complex, finala se desfasoara cu participare publica si este gazduita de catre una din sucursalele firmei.
Pe langa concursul propriu-zis au loc evenimente culturale: expozitii de arta fotografica sau plastica, recitaluri muzicale, lansari de carte, dorindu-se si prin acest eveniment intarirea legaturilor firmei cu comunitatile locale.
Bibliografie:
Hidroelectrica http://www.hidroelectrica.ro/Details.aspx?page=24 Arhivat în 4 octombrie 2013, la Wayback Machine.